# Colonie de Tasmanie
 (mai 2025).
Si vous disposez d'ouvrages ou d'articles de référence ou si vous connaissez des sites web de qualité traitant du thème abordé ici, merci de compléter l'article en donnant les références utiles à sa vérifiabilité et en les liant à la section « Notes et références ».
1856–1901
Entités précédentes :
- Van Diemen's Land

Entités suivantes :
- Australie
- Tasmanie

La colonie de Tasmanie (en anglais : Colony of Tasmania) est une ancienne colonie britannique qui a existé sur l'île de Tasmanie de 1856 à 1901, date à laquelle elle s’est fédérée avec les cinq autres colonies australiennes pour former le Commonwealth d’Australie. La possibilité d’une colonie a été établie lorsque le Parlement du Royaume-Uni a adopté la loi sur les constitutions australiennes en 1850, accordant le droit de pouvoir législatif à chacune des six colonies australiennes. Le Conseil législatif de la Terre de Van Diemen rédige une nouvelle constitution qui est adoptée en 1854 et reçoit la sanction royale de la reine Victoria en 1855. Plus tard la même année, le Conseil privé approuva le changement de nom de la colonie de « Van Diemen’s Land » en « Tasmania », et en 1856, le parlement bicaméral nouvellement élu de Tasmanie se réunit pour la première fois, établissant la Tasmanie comme une colonie autonome de l’Empire britannique. La Tasmanie a souvent été considérée comme l’une des colonies « les plus britanniques » de l’Empire.
La colonie a souffert de fluctuations économiques, mais dans l’ensemble, elle a été prospère et a connu une croissance constante. Avec peu de menaces extérieures et des liens commerciaux étroits avec l’Empire, la colonie de Tasmanie a connu de nombreuses périodes fructueuses à la fin du XIXe siècle, devenant un centre mondial de la construction navale. Elle a formé une force de défense locale qui a finalement joué un rôle important dans la seconde guerre des Boers en Afrique du Sud, et les soldats tasmaniens de ce conflit ont remporté les deux premières croix de Victoria remportées par les Australiens. Les Tasmaniens votèrent en faveur de la fédération avec la plus grande majorité de toutes les colonies australiennes et le 1er janvier 1901, la colonie de Tasmanie devint l’État australien de Tasmanie.

## Histoire
En 1842, une campagne en faveur de l’autonomie gouvernementale avait commencé dans la Terre de Van Diemen. Le ressentiment grandissant à l’égard de la déportation pénale dans la colonie et l’absence de lois efficaces ont amené les agitateurs à réclamer une meilleure représentation. Le 31 octobre 1845, les « Six patriotes » quittèrent le Conseil législatif, le laissant sans quorum, mais le 23 mars 1847, ils avaient été rétablis. En 1849, l’Australasian Anti-Transport League fut établie à Launceston, et bientôt des branches dans les autres colonies australiennes. À cette époque, l’Association républicaine australienne (ARA) a été fondée, mais n’a pas réussi à recueillir beaucoup de soutien.
Le 5 août 1850, le Parlement du Royaume-Uni adopta l’Australian Constitutions Act 1850, qui accordait le droit de pouvoir législatif aux colonies australiennes et convoquait un conseil « mixte », composé en partie de candidats et en partie d’électeurs. Le Conseil législatif de Tasmanie, précédemment nommé, tint sa première élection populaire le 21 octobre 1851, et les membres nouvellement élus rejoignirent leurs premiers collègues nommés le 30 décembre 1851. Le 19 août 1853, le Conseil législatif nomma un comité spécial pour rédiger une constitution, qui fut approuvée par le Conseil le 31 octobre 1855. En janvier 1855, le premier gouverneur de Tasmanie, Henry Young, avait été nommé. La constitution, qui prévoyait la création d’un nouveau parlement bicaméral, reçut la sanction royale de la reine Victoria le 1er mai 1855. Le 21 juillet 1855, le Conseil privé accéda à la demande de changer le nom de la colonie de « Van Diemen’s Land » en « Tasmania », et le 24 octobre 1855, une foule tumultueuse se rassembla à Hobart pour apprendre que le « Tasmanian Constitution Act » avait reçu la sanction royale. Le 8 février 1856, l’ancien Conseil législatif se réunit pour la dernière fois et, entre septembre et octobre, des élections à l’échelle de l’État eurent lieu pour le nouveau Conseil législatif de Tasmanie et l’Assemblée législative de Tasmanie.
Le 1er novembre 1856, le gouverneur Henry Young proclame l’ancien officier de l’armée britannique, William Champ, premier Premier ministre de Tasmanie, et le nouveau parlement bicaméral se réunit pour la première fois le 2 décembre 1856, marquant le début de l’autonomie de la colonie tasmanienne.

### Croissance de la Tasmanie
L’époque qui suivit immédiatement l’octroi de l’autonomie gouvernementale responsable apporta une nouvelle confiance à la colonie. Alors que la Tasmanie subissait un revers avec une perte importante d’hommes en âge de travailler au profit des champs aurifères victoriens, de nombreuses améliorations sociales et culturelles se sont rapidement développées. Des bus tirés par des chevaux entre Hobart et New Town au nord immédiat fournissent le premier transport public de la colonie en 1856. L’année suivante, la première ligne télégraphique entre Hobart et Launceston fut posée, et le gaz de houille devint disponible pour un usage privé, éclairant les lampadaires de Hobart. La Tasmanie a continué à être un centre d’excellence en matière de construction navale. Cependant, la concurrence croissante, et plus tard, un passage à des navires en acier ont rapidement menacé la place de la Tasmanie en tant que leader mondial. [2] À la fin des années 1850, la Hobart Savings Bank et un conseil de l’éducation furent formés, et la nouvelle Government House ouvrit ses portes.
Les années 1860 ont vu une période de stagnation et de dépression économique en Tasmanie, mais elle a été ponctuée de plusieurs faits saillants, notamment l’ouverture du nouveau bureau de poste général de Hobart, et du Tasmanian Museum and Art Gallery, un câble de communication sous-marin entre la Tasmanie et Victoria, le début de la construction du Launceston and Western Railway, le premier chemin de fer de la colonie, et la première visite royale de la Tasmanie, par le duc d’Édimbourg, le prince Albert. L’éducation obligatoire a été introduite en 1868, faisant de la Tasmanie l’une des premières colonies de l’Empire britannique à adopter une politique aussi éclairée.

### Retrait des forces britanniques
L’armée britannique avait garnison dans la terre de Van Diemen avec une liste tournante de régiments britanniques depuis l’établissement d’une colonie en 1803. [3] À la suite de la guerre de Crimée (1853-1856) et de la mutinerie indienne (1857), une commission royale fut mise en place sous la direction du secrétaire d’État à la Guerre, Jonathan Peel, sur la structure de l’armée. Les réformes qu’il proposa rencontrèrent l’objection de la Compagnie des Indes orientales, qui souhaitait conserver ses propres forces armées. Cependant, plus tard secrétaire à la Guerre, Edward Cardwell, a lancé un programme de réformes couronné de succès connu sous le nom de réformes Cardwell. Bien qu’il ait perdu son poste lorsque son gouvernement a été destitué, un remplaçant ultérieur, Hugh Childers, a revigoré le processus avec les réformes Childers. L’une des principales propositions de Cardwell pour augmenter le nombre de troupes était le retrait des garnisons britanniques des colonies autonomes (pour être remplacées par des unités levées localement), ce qui permettrait d’économiser de l’argent et de permettre à plus de troupes d’être déployées en temps de guerre, ce qu’il a annoncé en 1869. En 1870, les troupes étaient retirées et, en 1871, plus de 26 000 hommes étaient revenus en Grande-Bretagne de tout l’Empire britannique. [citation nécessaire]
Cela signifie qu’à court terme, le gouvernement de la Tasmanie s’est vu confier la responsabilité d’élever ses propres défenses. Au moment de l’annonce, le 2e bataillon du 14e régiment d’infanterie (Buckinghamshire, The Prince of Wales’s Own) était stationné en Tasmanie. En mars 1870, le 2e bataillon du Royal Irish Regiment arriva à Hobart en provenance de Nouvelle-Zélande pour superviser le retrait des Buckinghamshires, mais le 6 septembre 1870, ils partaient également, laissant la colonie complètement dépourvue de forces de défense.
Bien que des tentatives antérieures aient été faites pour établir des forces de défense volontaires locales levées, comme la création de la Hobart Town Volunteer Artillery Company en 1859 et d’une compagnie similaire à Launceston en 1860, douze compagnies d’infanterie « volontaire » ont également été levées. En 1867, les compagnies d’infanterie furent dissoutes et l’artillerie augmentée d’une batterie[5], mais la plupart de ces unités furent de courte durée. L’arrivée de trois navires de guerre de la marine impériale russe, l’Africa, le Plastun et le Vestnik en 1872, provoqua beaucoup d’inquiétude dans la colonie et donna lieu à de vives discussions sur les défenses de la colonie. [citation nécessaire] La menace de guerre avec la Russie en 1876 accéléra encore la mise en place de forces de défense locales et la modernisation des défenses côtières, et en 1878, le Volunteer Act fut adopté, qui créa la Tasmanian Volunteer Force. L’année suivante, le prêtre canadien controversé Charles Chiniquy visita Hobart pour donner une conférence sur la religion, mais sa deuxième conférence tourna à l’émeute lorsque des catholiques firent irruption dans l’hôtel de ville de Hobart. Il a fallu 150 constables et 400 volontaires armés pour mettre fin aux émeutes dans ce qui est devenu connu sous le nom d'« affaire Chiniquy », ce qui a ajouté du poids à l’argument selon lequel la colonie avait désespérément besoin d’une présence militaire permanente.
En 1878, le Tasmanian Volunteer Rifle Regiment fut levé dans le nord et le sud de la colonie. En 1880, une force de défense de 600 hommes avait été mise en place, composée de 200 hommes d’artillerie, 350 fantassins et une cinquantaine d’infanterie montée. En 1883, les ingénieurs de Tasmanie ont été formés et ont été formés en tant qu’équipage de torpilleur pour le TB1 nouvellement acquis. En 1885, l’effectif des forces militaires tasmaniennes était de 1200 hommes, le maximum autorisé par la loi en temps de paix. Cependant, en 1893, une force supplémentaire de 1500 hommes avait également été levée. En 1896, le régiment comptait trois bataillons. Ils étaient le 1er bataillon à Hobart, le 2e bataillon à Launceston et le 3e bataillon dans le Nord-Ouest.

### Consolidation
Le drapeau de la Tasmanie a été officiellement adopté à la suite d’une proclamation du gouverneur colonial de Tasmanie, Frederick Aloysius Weld, le 25 septembre 1876, et a été publié pour la première fois dans la Gazette de Tasmanie le même jour. La proclamation du gouverneur était composée de trois drapeaux officiels, à savoir le drapeau du gouverneur, le drapeau du navire du gouvernement de Tasmanie et un drapeau marchand de Tasmanie. Jusqu’en 1856, date à laquelle la Tasmanie a obtenu l’autonomie responsable, le drapeau de l’Union et le pavillon britannique ont été principalement utilisés lors d’occasions officielles.
La population de la colonie a commencé à augmenter assez rapidement dans la période qui a immédiatement suivi la découverte de l’or. En 1880, la population de la colonie était de 114 762 habitants, mais en 1884, elle atteignait 130 541 habitants. La période de croissance a également créé une amélioration substantielle du niveau de vie des Tasmaniens. De 1875 à 1884, la valeur totale de l’épargne personnelle dans les cinq banques existantes de la colonie passa de £1 227 585 à £4 022 077, soit près de quatre fois plus. L’évaluation totale des biens possédés est également passée de 604 347 £ à 837 916 £.

### Guerre des Boers
En 1899, les forces militaires coloniales de Tasmanie ont répondu à la demande d’assistance militaire en Afrique du Sud. La guerre avait été attendue à la fois en Grande-Bretagne et dans les colonies australiennes, et la planification avait commencé en conséquence. La demande initiale de la Grande-Bretagne a été faite pour deux des trois unités d’infanterie de Rangers de la colonie. Le colonel William Vincent Legge, commandant des forces militaires coloniales de Tasmanie, chercha également à établir une unité de reconnaissance montée et visita la colonie. Il a été très impressionné par les compétences de tir et d’équitation de nombreux jeunes garçons de ferme riches de la colonie, et a formé une unité de Bushmen impériaux de Tasmanie à partir d’eux. [citation nécessaire]
Un contingent colonial tasmanien a été envoyé à la seconde guerre des Boers, composé des 1er et 2e Bushmen de Tasmanie. Ces unités d’infanterie montée étaient principalement composées de volontaires qui avaient de bonnes compétences en bushcraft, en équitation et en tir. Le premier contingent, connu sous le nom de First Tasmanian (Mounted Infantry), se composait d’environ 80 hommes sous le commandement du capitaine Cyril St Clair Cameron. Le deuxième contingent, connu sous le nom de Second (Tasmanian Bushmen), quitta Hobart le 5 mars 1900 et était sous le commandement du lieutenant-colonel E.T Wallack. Ils arrivèrent au Cap le 31 mars et furent envoyés à Beira, où ils firent partie de la colonne du général Carrington, opérant en Rhodésie et dans l’ouest du Transvaal. Un troisième contingent tasmanien, le troisième contingent tasmanien (Bushmen impériaux), partit le 26 avril, et le quatrième contingent tasmanien (Bushmen impériaux) suivit peu après. Une branche d’officiers du service spécial de Tasmanie accompagnait également les contingents tasmaniens. [citation nécessaire] Au total, 28 officiers et 822 autres soldats furent envoyés de la colonie.
Les deux premières Croix de Victoria décernées à des Australiens dans ce conflit ont été gagnées par le soldat John Hutton Bisdee et le lieutenant Guy George Egerton Wylly, tous deux membres des Bushmen de Tasmanie, au combat près de Warm Bad en 1900. Le 1er septembre, ils faisaient partie d’un petit groupe composé entièrement de Tasmaniens, qui escortaient une unité de l’Army Service Corps envoyée pour rassembler le bétail à Warm baths, à 60 miles au nord de Pretoria. Ils ont été pris en embuscade par un commando boer, mais se sont exceptionnellement bien battus. Bisdee et Wylly ont reçu leur VC pour avoir héroïquement récupéré des hommes blessés et sans cheval sous le feu de l’ennemi.

### Fédération
La colonie de Tasmanie et ses citoyens ont joué un rôle de premier plan dans le mouvement vers la fédération des six colonies britanniques en Australie.
L’avocat et homme politique tasmanien Andrew Inglis Clark avait voyagé à travers les États-Unis d’Amérique en 1890, où il avait appris à apprécier à la fois le système fédéral de gouvernement et appris à apprécier le républicanisme. Il représenta la Tasmanie à la Convention constitutionnelle de 1890 où il présenta un projet de constitution qu’il avait rédigé lors d’un précédent voyage à Londres. Lors de la Convention constitutionnelle de 1891, alors procureur général de Tasmanie, Clark s’exprima en tant qu’autorité principale sur le système constitutionnel américain, qui eut une grande influence sur le développement du système bicaméral en Australie. Clark a également parlé de la création d’un système fédéral qui assurerait la protection des économies plus petites et plus vulnérables de la Tasmanie, de l’Australie-Méridionale et de l’Australie-Occidentale. En 1891, Clark avait terminé son projet final de constitution qu’il envoya à Alfred Deakin, Edmund Barton et Thomas Playford, et bien qu’il n’ait jamais été prévu qu’il s’agisse d’une version finale, 86 des 128 sections originales de son projet ont été intégrées dans la version finale de la Constitution de l’Australie.
Lors du référendum constitutionnel de 1898, 11 797 votèrent en faveur de la fédération et 2 716 s’y opposèrent, soit une majorité de près de 4 contre 1. La Tasmanie a tenu son dernier référendum constitutionnel le 27 juin 1899, et lors de ce référendum, le vote contre l’opposition a encore été réduit à 791, et avec 13 437 électeurs en faveur de la fédération, la colonie de Tasmanie a fourni le pourcentage le plus élevé de soutien montré dans toutes les colonies australiennes.

## Société
Après les années tumultueuses des années 1830 et 1840, lorsque la Royal Navy avait menacé d’interdire les visites à terre à Hobart en raison de la débauche, du libertinage et du jeu, la colonie avait évolué pour devenir assez conservatrice. L’adoption d’un gouvernement autonome responsable et l’arrêt des transports semblaient indiquer que la société tasmanienne cherchait délibérément à rompre avec son passé de colonie pénitentiaire et à établir les caractéristiques les plus sophistiquées de la société britannique polie. L’influence du gouverneur John Franklin et de sa femme Jane avait beaucoup contribué à procurer ce sentiment de raffinement qui manquait auparavant à la Tasmanie. Ils avaient promu la culture et l’éducation, Jane Franklin avait créé le Lady Jane Franklin Museum, qui comprenait des répliques des marbres d’Elgin, et John Franklin avait créé la Royal Tasmanian Society, la première en dehors du Royaume-Uni.

### Religion
La religion a joué un rôle important dans la vie des Européens de Tasmanie à l’époque coloniale. En témoigne le grand nombre d’églises isolées qui subsistent de cette période. Après la rébellion des prisonniers de Castle Hill en 1804, le catholicisme avait été interdit dans les colonies australiennes par crainte de nouveaux soulèvements catholiques irlandais. Cela avait permis aux religions protestantes, en particulier l’anglicanisme, de s’implanter solidement dans la terre de Van Diemen. Le premier prédicateur de la colonie, Robert Knopwood, avait vigoureusement défendu la cause de l’Église d’Angleterre pendant une grande partie de son séjour dans la colonie. Bien qu’il ait toujours été une petite minorité, le judaïsme a également existé dans la colonie depuis sa fondation. Les peuples autochtones de Tasmanie ont essayé de maintenir leur religion traditionnelle, mais ont été forcés de se convertir à l’anglicanisme.
La réforme morale et religieuse a joué un rôle très important dans l’éducation et la réhabilitation des condamnés australiens déportés sur la terre de Van Diemen. En 1837, la loi sur l’église de la terre de Van Diemen fut adoptée, qui respectait les droits de culte et aidait financièrement les « trois grandes divisions du christianisme » : les Églises d’Angleterre, d’Écosse et de Rome. À cette époque, les églises méthodiste, presbytérienne, congrégationaliste, quaker et baptiste étaient établies dans la colonie tasmanienne à un moindre degré.
Le siège de Tasmanie a été créé en 1843 et, peu de temps après, Francis Russell Nixon, le premier évêque de Tasmanie, est arrivé. Nixon a très bien réussi à promouvoir une forme de haut-anglicanisme et à lier sa dénomination à un sens patriotique de l’identité nationale sous la bannière de « Dieu, roi et pays ». Pour ne pas être en reste, le premier évêque catholique de Tasmanie, Robert Wilson, est arrivé l’année suivante, prêchant une forme d’ascétisme divin. Une conséquence inattendue de la grande famine irlandaise a été un afflux massif de colons catholiques irlandais dans les années 1850, qui ont rétabli le catholicisme dans la colonie. En 1866, la cathédrale catholique de Santa María a été inaugurée, mais sans la tour conçue à l’origine. La magnifique cathédrale anglicane de Saint-David (Hobart), siège de l’évêque de Tasmanie et centre administratif du diocèse anglican de Tasmanie, a été conçue par George Frederick Bodley dans le style néogothique et a été achevée en 1868.
En 1861, 52 % des Tasmaniens étaient anglicans, 22 % catholiques, 10 % presbytériens, 7 % méthodistes et 4 % congrégationalistes, avec un plus petit nombre de juifs, de quakers et d’autres religions. En 1891, le nombre de catholiques était tombé à 18 %, les méthodistes à 12 %, les presbytériens à 7 %, les congrégationalistes à 3 %, les anglicans à un peu plus de 50 % et les baptistes à 2 %.